# Santa Marina del Rey
Santa Marina del Rey és un municipi de la província de Lleó, a la comunitat autònoma de Castella i Lleó.

## Demografia
| 1991 |  | 1996 |  | 2001 |  | 2004 |
| ---- |  | ---- |  | ---- |  | ---- |
| 2816 |  | 2689 |  | 2517 |  | 2350 |